# مارتين أغيريغابيريا
مارتين أغيريغابيريا (الإسبانية: Martín Aguirregabiria)؛ (10 مايو 1996 — ) هو لاعب كرة قدم، من مواليد مدينة فيتوريا-غاستيز، يلعب في مركز ظهير ‏.

## وصلات خارجية
- مارتين أغيريغابيريا على موقع الاتحاد الأوربي (الإنجليزية)
- مارتين أغيريغابيريا على موقع قاعدة بيانات كرة القدم.إي يو (الإنجليزية)
- مارتين أغيريغابيريا على موقع Soccerway.com (الإنجليزية)
- مارتين أغيريغابيريا على موقع عالم كرة القدم.نت (الإنجليزية)